# Alexandre Guillot
Alexandre Henri Guillot (* 11. Januar 1849 in Plainpalais; † 31. Oktober 1930 in Genf) war ein Schweizer evangelischer Geistlicher.

## Leben

### Familie
Alexandre Guillot war der Sohn des Uhrmachers Jean Guillot und dessen Ehefrau Henriette (geb. Vionnet). 1884 heiratete er Aline, die Tochter von Louis Seitz.

### Werdegang
1873 promovierte Alexandre Guillot zum Dr. theol. In der Zeit von 1874 bis 1901 war er Pfarrer in Cologny, bevor er 1901 in die Pfarrei Saint-Gervais in Genf wechselte, nachdem er mit 296 Stimmen gewählt worden war; er blieb dort bis 1909 in diesem Amt.

### Geistliches und berufliches Wirken
Seit 1891 war Alexandre Guillot Mitglied des Konsistoriums. Im darauffolgenden Jahr wurde er 1892 Sekretär der Compagnie des Pasteurs, bevor er 1902 deren Moderator wurde.
1907 sprach er sich gegen die Trennung von Staat und Kirche aus (siehe auch: Trennung zwischen Staat und religiösen Institutionen#Spezielle Regelungen).
1909 leitete er als Präsident die Feierlichkeiten zu Johannes Calvins 400. Geburtstag; die Genfer Festwoche im Juli 1909 hatte dann auch ein dichtes kirchlich-akademisches und volksfestartiges Programm.
Von 1885 bis 1894 war er Redakteur der Etrennes religieuses und ab 1909 der Semaine religieuse de Genève. Er betätigte sich auch schriftstellerisch und veröffentlichte historische Arbeiten über Genf und Biografien von Pfarrern und Genfer Persönlichkeiten sowie viele seiner Predigten.

## Schriften (Auswahl)
- François de Sales et les Protestants: Fragments historiques et biographiques. Genève Taponnier & Studer 1873.
- Les débuts de la Réformation à Genève. Genf; Paris 1885.
- Nouvelles romandes. Genève, Beroud 1890.
- L'église de Saint Pierre à Genève: notice historique. Genève Impr. Suisse 1891.
- Saint-Pierre ancienne cathédrale de Genève. Genève: Association pour la restauration de Saint-Pierre, 1891.
- Du rôle politique de la Compagnie des pasteurs de Genève dans les événements de 1781 et 1782. Genève 1893.
- Pasteurs et prédicateurs de l'Eglise Génevrise. Genéve, 1896.
- Le temple de Saint-Gervais à Genève; notice historique. Genève, Société genevoise d'édition "Atar", 1903.
- L'escalade de 1602. Genève: Chez Eggimann & Cie., 1903.
- Alexandre Guillot; Eugène Choisy: Théodore de Bèze, 1519-1605. Genève: Imprimerie Atar, 1905.
- Le siècle de la Réforme à Genève. Genève Ed. Atar 1917.
- Louis-Lucien Rochat. Fondateur de la Croix-Bleue. Genf 1918.
- Alexandre Guillot; Eduard Elzingre: La Restauration genèvoise: du Traité de St. Julien à la Restauration: 1603-1816. Genève: Atar, 1919.
- Alexandre Guillot; Eduard Elzingre: Le siècle de la Réforme à Genève. Genève: Atar, 1921.